# 王璟 (1915年)
王璟（1915年9月—2008年6月），原名春景，字青山，男，山东黄县人，中国出版家，曾任新华书店总店总经理，中国出版工作者协会副主席、顾问。